# Alvin and the Chipmunks (muziekgroep)
Alvin and the Chipmunks, oorspronkelijk bekend als simpelweg the Chipmunks, is een fictieve Amerikaanse muziekgroep, die in 1958 werd bedacht door Ross Bagdasarian.
De groep bestaat zogenaamd uit drie zingende wangzakeekhoorns: Alvin, Simon en Theodore. In werkelijkheid worden de nummers van het drietal ingezongen door verschillende artiesten, waaronder Bagdasarian. Vervolgens wordt de plaat extra snel afgedraaid om de stemmen extra hoog te laten klinken en zo de indruk te wekken dat het de drie eekhoorns zijn die zingen. Op de covers van de albums staan altijd de drie eekhoorns afgebeeld. Na Bagdasarians dood in 1972 werd het stemwerk overgenomen door onder andere Ross Bagdasarian, Jr. en Janice Karman.
De personages waren een onverwacht succes voor Bagdasarian. In de loop der jaren heeft de groep dan ook een grote merchandising met zich meegebracht. Tevens bestaan er twee televisieseries en vier live-action bioscoopfilms over de groep, waarvan de nieuwste dateert uit 2016. In 2019 kreeg de groep een ster op de Hollywood Walk of Fame.

## Geschiedenis
Begin 1958 kwam Ross Bagdasarian met het lied Witch Doctor, waarin hij reeds de techniek toepaste van het versneld afspelen van een plaat om zijn stem hoger te laten klinken. Het lied werd een grote hit en stond drie weken op de eerste plaats in de Billboard Top 100, (een voorloper van de Billboard Hot 100). Dit lied wordt ook wel gezien als de officiële voorloper van Alvin and the Chipmunks.
In de herfst van 1958 bedacht Bagdasarian de drie eekhoorns als belichaming van zijn hoge stemgeluid. Hij gebruikte het drietal datzelfde jaar voor het lied The Chipmunk Song (Christmas Don't Be Late). Op de cover van het album werden de drie eekhoorns, gezamenlijk aangeduid als “The Chipmunks”, aangeduid als de artiesten. Binnen zeven weken werden meer 4 miljoen exemplaren van het album verkocht. Het album leverde Bagdasarian drie Grammy Awards op. Bagdasarian mocht het lied zelfs live komen opvoeren in The Ed Sullivan Show, met drie eekhoorn-handpoppen als achtergrondkoor. Dit succes was voor Bagdasarian reden om door te gaan met het concept.
In december 1959 kregen The Chipmunks hun namen en uiterlijk dankzij een strip uit Dell Comics’ reeks Four Colors. In 1961 werden hun ontwerpen verder uitgebreid voor de eerste televisieserie over het drietal: The Alvin Show. Toen Ross Bagdasarian, Sr.
In 1969 verscheen het laatste album van The Chipmunks in hun originele samenstelling; The Chipmunks Go to the Movies. In 1972 overleed Bagdasarian aan een hartaanval, waarna geen nieuwe Chipmunks-media meer gemaakt werden. In 1979 besloot Bagdasarians zoon, Ross Bagdasarian, Jr., verder te gaan met zijn vaders’ werk.
In 1983 werd de naam van de groep officieel veranderd van “The Chipmunks” naar “Alvin and the Chipmunks”. Dit omdat Alvin duidelijk de populairste van de drie was en om aan te sluiten op de toenmalige trend om muziekgroepen een naam te geven die bestond uit een combinatie van een artiest en een groepsnaam (zoals Diana Ross & The Supremes). Een tweede animatieserie, eveneens getiteld Alvin and the Chipmunks, volgde later in 1983. Deze serie was een productie van Ruby-Spears Productions en volgde grotendeels dezelfde opzet als de eerste serie.
In 1996 kocht Universal Studios de rechten op de personages, waarna het drietal te zien was in een reeks direct-naar-video animatiefilms. In 2002 verloor Universal de rechten weer door een rechtszaak van Bagdasarian Productions, die vond dat Universal hun contract betreffende het gebruik van de personages voor de films had geschonden. In 2007 produceerden Bagdasarian Productions en 20th Century Fox de live-action bioscoopfilm Alvin and the Chipmunks. Een tweede film volgde in 2009.
In november 2008 kwam het tot nu toe laatste album van Alvin and the Chipmunks uit: undeniable (de soundtrack van de tweede bioscoopfilm niet meegerekend).

## Personages

### Alvin Seville
Alvin is de leadzanger van Alvin and the Chipmunks. Hij is altijd overenthousiast en impulsief en heeft een grote liefde voor koffie. Hij komt regelmatig met bizarre of onlogische plannen voor het nastreven van een doel dat hij voor ogen heeft. Alvin heeft bruine ogen en zijn kleding is doorgaans rood.

### Simon Seville
Simon is de slimste van de drie eekhoorns. Zijn IQ ligt niet ver van dat van Albert Einstein. Hij heeft blauwe ogen en een zwarte bril. Zijn kleding is blauw. Simon heeft een droog gevoel voor humor. Hij speelt onder andere basgitaar, klarinet, saxofoon, doedelzak, tuba en drumstel.

### Theodore Seville
Theodore is de “onschuldige” van de drie eekhoorns. Hij is gezet, verlegen, liefdevol, naïef en goed van vertrouwen. Derhalve laat hij zich van iedereen het snelst meeslepen in Alvins plannen. Zijn kleding is groen, net zoals zijn ogen. Hij speelt onder andere drums en gitaar, hij staat ook beter bekend als ''Junior''

### David "Dave" Seville
Dave is de menselijke “vader” van de drie eekhoorns. Hij heeft de drie geadopteerd en geholpen hun muziekcarrière te starten. Tegenwoordig doet hij dienst als hun manager. De eekhoorns drijven hem geregeld tot waanzin. Zelf speelt hij piano en gitaar. Hij zingt soms ook mee in de nummers en is daarmee de belichaming van Bagdasarians normale, niet bewerkte stem.

## Techniek
Om de stemmen van de eekhoorns extra hoog te laten klinken, werden de stemmen opgenomen op een band die maar op halve snelheid draaide tijdens de opnames. Door de band vervolgens op normale snelheid af te spelen, klonken de stemmen hoger en sneller dan ze in werkelijkheid waren. Deze techniek werd al eerder gebruikt in The Wizard of Oz voor personages die met een extra hoge of extra lage stem moesten praten. Alvin and the Chipmunks maakten de techniek echter bij een groot publiek bekend. De techniek is nadien door veel shows en artiesten gekopieerd, waaronder The Goons, Benny Hill, Ray Stevens, David Bowie en voor het album I Hear a New World.

## Discografie

### Albums
- 1959: Let's All Sing with The Chipmunks
- 1960: Sing Again with The Chipmunks
- 1960: Around the World with The Chipmunks
- 1961: The Alvin Show
- 1962: The Chipmunk Songbook
- 1962: Christmas with the Chipmunks
- 1963: Christmas with The Chipmunks, Vol. 2
- 1964: The Chipmunks Sing The Beatles Hits
- 1965: The Chipmunks Sing with Children
- 1965: Chipmunks à Go-Go
- 1968: The Chipmunks see Doctor Dolittle
- 1969: The Chipmunks Go to the Movies
- 1975: The Very Best of The Chipmunks
- 1980: Chipmunk Punk
- 1981: Urban Chipmunk
- 1981: A Chipmunk Christmas
- 1982: Chipmunk Rock
- 1982: The Chipmunks Go Hollywood
- 1982: Chipmunk Mania
- 1982: The Chipmunks 20 All Time Golden Greats
- 1984: Songs from Our TV Shows
- 1985: The Chipmunks 'Munk Rock
- 1987: The Chipmunk Adventure
- 1988: Solid Gold Chipmunks: 30th Anniversary Collection
- 1988: The Chipmunks and The Chipettes: Born to Rock
- 1990: Rockin' Through the Decades
- 1991: The Chipmunks Rock the House
- 1992: Chipmunks in Low Places
- 1992: Greatest Hits
- 1993: The Alternative Alvin
- 1993: The Chipmunks 35th Birthday Party
- 1993: Sing-Alongs (The Chipmunks Album)
- 1994: Here's Looking at Me!
- 1995: When You Wish Upon a Chipmunk
- 1995: A Very Merry Chipmunk
- 1996: Club Chipmunk: The Dance Mixes
- 1998: The A-Files: Alien Songs
- 1999: Greatest Hits: Still Squeaky After All These Years (original)
- 1999: The Chipmunks' Greatest Christmas Hits
- 2003: Merry Christmas from the Chipmunks
- 2004: Little Alvin and the Mini-Munks
- 2007: Greatest Hits: Still Squeaky After All These Years (re-issue)
- 2007: Alvin and the Chipmunks: Original Motion Picture Soundtrack
- 2008: Christmas with The Chipmunks (re-issue)
- 2008: Undeniable
- 2009: Alvin and the Chipmunks: The Squeakquel: Original Motion Picture Soundtrack
- 2011: Alvin and the Chipmunks: Chipwrecked: Music from the Motion Picture
- 2015: Alvin and the Chipmunks: The Road Chip: Original Motion Picture Soundtrack

### Singles
- 1958: "Witch Doctor/Don't Whistle at Me Baby" (Liberty F-55132) (US #1)
- 1958: "The Bird on My Head/Hey There Moon" (Liberty F-55140) (US #36)
- 1958: "The Chipmunk Song/Almost Good"
- 1959: "Alvin's Harmonica/Mediocre" (Liberty F-55179) (US #3)
- 1959: "Ragtime Cowboy Joe/Flip Side" (Liberty F-55200) (US #16) (B-kant door David Seville)
- 1960: "Alvin's Orchestra/Copyright 1960"
- 1960: "Coming Round The Mountain/Sing a Goofy Song"
- 1960: "Alvin for President/Sack Time"
- 1960: "Rudolph The Red-Nosed Reindeer/Spain"
- 1962: "The Alvin Twist/I Wish I Could Speak French"
- 1962: "America the Beautiful/My Wild Irish Rose" (Liberty 55452)
- 1963: "Alvin's All Star Chipmunk Band/Old MacDonald Cha Cha Cha"
- 1963: "Eefin' Alvin/Flip Side" (Liberty 55632)
- 1963: "Wonderful Day/The Night Before Christmas" (Liberty 55635)
- 1964: "All My Loving" (Beatles cover)/"Do You Want to Know a Secret"
- 1965: "Do-Re-Mi"/"Supercalifragilisticexpialidocious"
- 1965: "I'm Henry VIII, I Am
- 1967: "Sorry About That, Herb/Apple Picker"
- 1968: "The Chipmunk Song/Christmas With Canned Heat"
- 1968: "Talk to the Animals/My Friend the Doctor (from Doctor Dolittle)"
- 1968: "Chitty Chitty Bang Bang"/"Hushabye Mountain"
- 1980: "You May Be Right/Crazy Little Thing Called Love"
- 1980: "Call Me/Refugee"
- 1981: "I Love a Rainy Night"
- 1983: "We're The Chipmunks/Beat It" (cover van Michael Jackson)
- 1990: "Jingle Bells Finale"
- 1993: "Achy Breaky Heart/I Ain't No Dang Cartoon"
- 1994: "I Don't Want To Be Alone For Christmas (Unless I'm Alone With You)"
- 1996: "Macarena"
- 2007: "The Chipmunk Song"
- 2007: "Witch Doctor"
- 2008: "Bad Day
- 2008: "Funkytown (cover van Lipps Inc)"
- 2008: "Shake Your Groove Thing (cover van Peaches & Herb)"

## Andere media

### Televisieseries
- The Alvin Show ( 1961 – 1962)
- Alvin and the Chipmunks (1983 – 1990)
- ALVINNN!!! and the Chipmunks (2015)

### Films
- The Chipmunk Adventure (1987)
- Alvin and the Chipmunks Meet Frankenstein (1999)
- Alvin and the Chipmunks Meet the Wolfman (2000)
- Little Alvin and the Mini-Munks (2004)
- Alvin and the Chipmunks (2007)
- Alvin and the Chipmunks: The Squeakquel (2009)
- Alvin and the Chipmunks: Chipwrecked (2011)
- Alvin and the Chipmunks: The Road Chip (2015)

### Merchandising
Het succes van Alvin and the Chipmunks heeft tot een grote merchandising geleid. Er bestaan onder andere strips en spellen van het trio. Enkele van de videospellen zijn:
- Alvin and the Chipmunks and the Amazing Computer (1985)
- Alvin and the Chipmunks (2007)
- Alvin and the Chipmunks: The Squeakquel (2009)
- Alvin and the Chipmunks: Chipwrecked (2011)

## Imitaties
Toen de eerste televisieserie over Alvin and the Chipmunks in de maak was, verscheen in 1960 eerst de serie The Nutty Squirrels. Deze serie was duidelijk bedoeld als imitatie van de Chipmunks, maar was niet zo succesvol als de Chipmunks.
Ten onrechte wordt vaak gedacht dat de Disneyfiguren Knabbel en Babbel gebaseerd zouden zijn op de Chipmunks. Deze twee personages maakten in werkelijkheid reeds in 1943, meer dan 10 jaar voor The Chipmunks, hun debuut in het filmpje Private Pluto.
In de jaren 80 van de 20e eeuw was er een groep genaamd “The Happy Hamsters”, die duidelijk bedoeld was om in te spelen op het succes van The Chipmunks.

## Prijzen en nominaties
- 1959: het eerste album van de Chipmunks wint drie Grammy Awards: beste kinderalbum, beste komische album en Best Engineered Record – Non-Classical
- 1960: "Alvin's Harmonica" wint een Grammy Award.
- 1961: Let's All Sing with The Chipmunks wint een Grammy Award voor beste kinderalbum.
- 1962: nominatie voor een Grammy Award voor het album The Alvin Show.
- 1963: twee Grammy-Award nominaties voor het album The Chipmunk Songbook.
- 1966: Grammy Award-nominatie voor de Chipmunks-versie van het lied "Supercalifragilisticexpialidocious".
- 1985: De animatieserie wordt genomineerd voor een Emmy Award
- 1987: Nominatie voor een Young Artist Award in de categorie "Exceptional Family Animation Series or Specials."
- 1987: Nominatie voor een Emmy Award.
- 1988: Nominatie voor een Emmy Award voor de film The Chipmunk Adventure.
- 1988-1990: de animatieserie wint de Kids' Choice Awards voor "Favorite Cartoon"
- 2000: De filmAlvin and the Chipmunks Meet Frankenstein wint de Golden Reel Award voor "Best Sound Editing – Direct to Video – Sound Editorial"
- 2008: Jason Lee wint voor zijn rol in de live-action film de Kids' Choice Awards voor "Favorite Movie"
- 2008: de soundtrack van de film wint de American Music Award voor "Best Movie Soundtrack"
- 2010: Alvin and the Chipmunks: The Squeakquel wint de Kids' Choice Awards voor "Favorite Movie".